# Аткасук
Аткасук (англ. Atqasuk) — город, расположенный в боро Норт-Слоп (штат Аляска, США) с населением 248 человек (оценка, 2019 год).

## География
По данным Бюро переписи населения США город Аткасук имеет общую площадь в 109,82 квадратных километров, из которых 100,75 кв. километров занимает земля и 9,06 кв. километров — вода. Площадь водных ресурсов составляет 8,25 % от всей его площади.
Город Аткасук расположен на высоте 20 метров над уровнем моря.
В 1,6 километрах к югу от центрального делового района города расположен аэропорт Аткасук имени Эдварда Барнелла.

## Демография
По данным переписи населения 2000 года в Аткасуке проживало 228 человек, 44 семьи, насчитывалось 55 домашних хозяйств и 60 жилых домов. Средняя плотность населения составляла около 2,3 человека на один квадратный километр. Расовый состав Аткасука по данным переписи распределился следующим образом: 4,82 % белых, 0,44 % — азиатов, 0,44 % — представителей смешанных рас.
Из 55 домашних хозяйств в 50,9 % — воспитывали детей в возрасте до 18 лет, 47,3 % представляли собой совместно проживающие супружеские пары, в 21,8 % семей женщины проживали без мужей, 18,2 % не имели семей. 16,4 % от общего числа семей на момент переписи жили самостоятельно, при этом среди жителей в возрасте 65 лет отсутствовали одиночки. Средний размер домашнего хозяйства составил 4,15 человек, а средний размер семьи — 4,49 человек.
Население города по возрастному диапазону по данным переписи 2000 года распределилось следующим образом: 40,4 % — жители младше 18 лет, 8,8 % — между 18 и 24 годами, 29,8 % — от 25 до 44 лет, 15,4 % — от 45 до 64 лет и 5,7 % — в возрасте 65 лет и старше. Средний возраст жителей составил 26 лет. На каждые 100 женщин в Аткасуке приходилось 113,1 мужчин, при этом на каждые сто женщин 18 лет и старше приходилось 123 мужчины также старше 18 лет.
Средний доход на одно домашнее хозяйство в городе составил 66 607 долларов США, а средний доход на одну семью — 53 750 долларов. При этом мужчины имели средний доход в 41 875 долларов США в год против 27 500 долларов среднегодового дохода у женщин. Доход на душу населения в городе составил 14 732 доллара в год. 25 % от всего числа семей в Аткасуке и 15,6 % от всей численности населения находилось на момент переписи населения за чертой бедности, при этом из них были моложе 18 лет и 57,1 % — в возрасте 65 лет и старше.

### Динамика численности населения[1]
| 2010 | 2011 | 2012 | 2013 | 2014 | 2015 | 2016 | 2017 | 2018 | 2019 |
| ---- | ---- | ---- | ---- | ---- | ---- | ---- | ---- | ---- | ---- |
| 233  | 236  | 242  | 245  | 247  | 246  | 242  | 248  | 249  | 248  |